# František Hrubý
František Hrubý (30. září 1916 Úsilné – 23. října 1972 České Budějovice) byl český malíř, etnograf, sportovec.

## Životopis a studia
František Hrubý se narodil 30. září 1916 jako prvorozený syn sedláka Jakuba Hrubého a jeho manželky Anny v obci Oselno (Voselno, nyní Úsilné) nedaleko Českých Budějovic. Obec Oselno byla v roce 1925 přejmenována na Úsilné. Již v obecné škole se učil u řídícího učitele Josefa Bartušky malovat a kreslit. Po měšťanské škole šel studoval na Obchodní akademii do Českých Budějovic. Po ukončení školy začal pracovat v Mlékárenském družstvu v Českých Budějovicích jako úředník. Po 2. světové válce narukoval do Tábora, ale zároveň si podal přihlášku ke studiu na Akademii výtvarných umění.Tam byl 2. července 1946 přijat do ateliéru profesora Otakara Nejedlého, obor krajinářství. Tento obor ukončil absolutoriem 30. června 1950. V letech 1950–1951 studoval také grafiku v ateliéru profesora Vladimíra Silovského. Na vysoké škole se stal jedním ze zakládajících členů Sokolské jednoty. Během studií se roce 1948 oženil. Od roku 1951 do roku 1963 žil s rodinou na statku v Úsilném. Zde si František Hrubý zařídil i svůj malířský ateliér. Po znárodnění statku kreslil mapy v národním podniku Geodézie, pak pracoval v propagačním podniku v Českých Budějovicích-Mladém. Přestěhoval se s rodinou do Českých Budějovic. Posledním jeho zaměstnáním byla práce na ofsetových strojích v Okresním kulturním středisku v Českých Budějovicích. Do konce života stále kreslil a maloval, zejména krajinu. Často kreslil v plenéru. Byl členem Sdružení jihočeských výtvarníků a krátce se sdružením vystavoval své obrazy a grafiky. Svůj nesouhlas s tehdejším režimem dával silně najevo a nakonec z výtvarného sdružení vystoupil. Obec Úsilné u Českých Budějovic vlastní kreslené i malované obrázky krajiny i obce z let válečných i pozdějších. Další kresby a obrazy jsou v soukromých sbírkách.

### Zájmy
Díky svému častému skicování a každodennímu pobytu v jihočeské krajině měl František Hrubý blízko k přírodě, zvykům a oblečení venkovského lidu. Rychle se zapojil začátkem padesátých let do snahy o vytvoření souboru písní a tanců. Ten byl nakonec i za jeho přispění v roce 1954 v Úsilném založen pod názvem Lučina. Nosným programem vystoupení byly doudlebské tance. František Hrubý v souboru tančil, hrál na dudy a program doplňoval vyprávěním a lidovým humorem. Jezdil na jízdním kole po kraji a prodával, nebo vyměňoval své kresby a obrazy za vesnické kroje. Některé kroje a také dudy pana Františka Hrubého byly věnovány rodinou do Jihočeského muzea v Českých Budějovicích.
V obci se hodně angažoval. Věnoval se i ochotnickému divadlu. Navrhl a vytvořil scénu pro operetku Pod Svatou horou, která se v obci hrála v únoru 1942. Pro hru Naši furianti zajistil dobrovolníky a postavil s nimi celou venkovní scénu. V roce 1963 v rámci Letních slavností písní a tanců připravil se souborem Staročeskou svatbu, kterou reprezentovali v krojích členové Lučiny a družina z obce Křemže.
Patřil mezi vesnické kluky, kteří hráli fotbal. Nejdříve hrál s bratrem Václavem v sousední vsi v SK Nemanice. V roce 1938 koupil z vlastních peněz starší zařízení a založil sportovní (převážně fotbalový) klub SK Úsilné, kde působil jako předseda. Po válce již nebyl samostatný sportovní klub provozován. Obnoven byl až v roce 1970 a František Hrubý nakreslil pro nové sportoviště plánek a stal se jednatelem. V roce 2008 byl v Úsilném poprvé organizován fotbalový Memoriál akademického malíře Františka Hrubého.
Zemřel 23. října 1972 v Českých Budějovicích. Je pochován na hřbitově sv. Otýlie.